# Hyoseris radiata
Hyoseris radiata es una especie de plantas herbáceas perteneciente a la familia de las asteráceas. Es originario de la región del Mediterráneo.

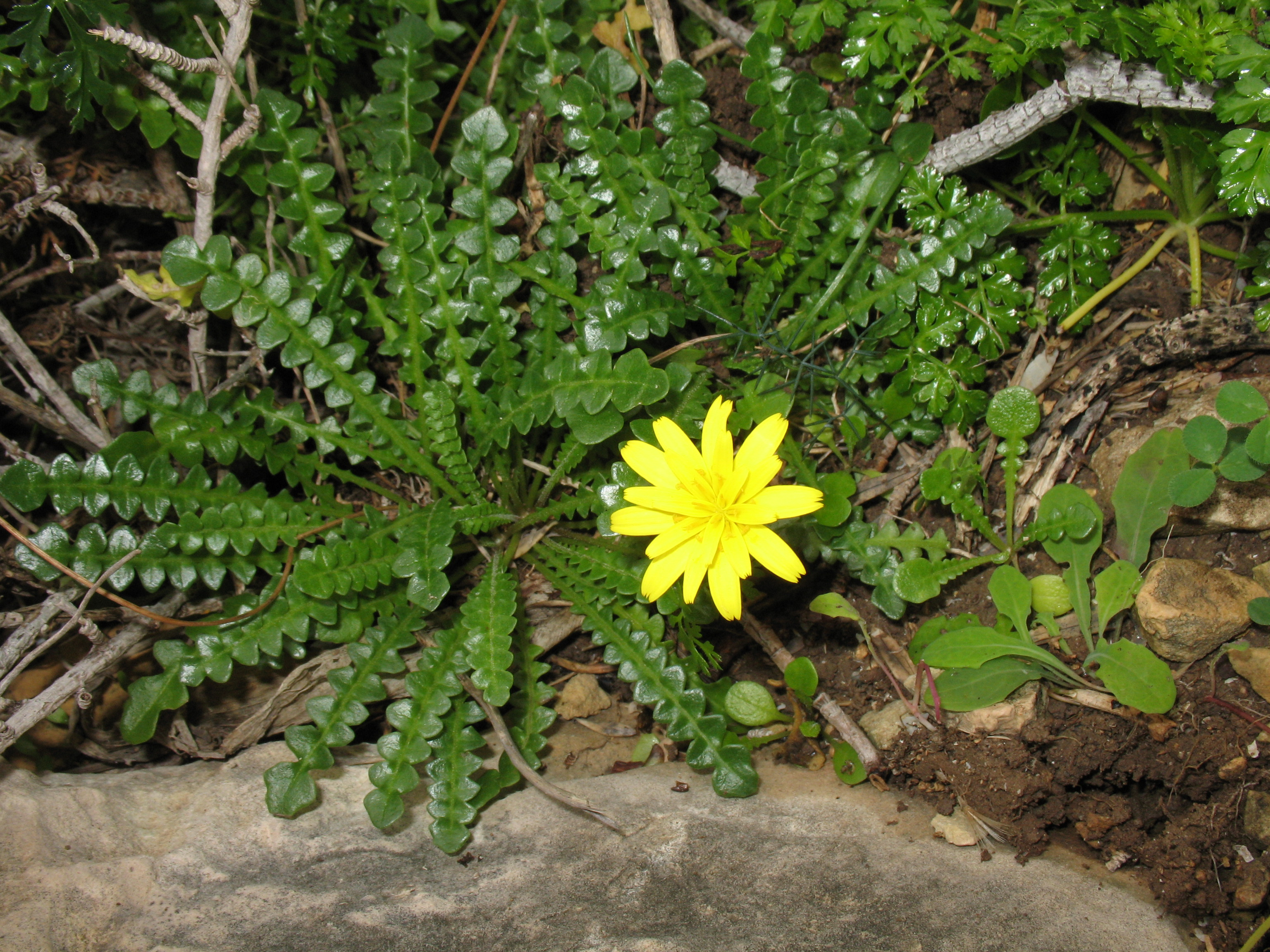
Detalle de la flor

## Descripción
Es una planta herbácea perennifolia con las hojas reunidas en una roseta basal; son hojas alargadas pero muy divididas en lóbulos triangulares, uno de ellos terminal. Los capítulos están sobre un pedúnculo erecto bastante largo, las flores son de color amarillo intenso. La diferenciaremos de Hyoseris scabra en que ésta es mucho más pequeña, los pedúnculos florales normalmente están aplicados al suelo y son cortos y rígidos, y sobre todo porque estos pedúnculos están inflados justo por debajo del capítulo.

## Hábitat
Se encuentra en pastizales, márgenes de campos y caminos. 

## Particularidades
Las hojas de esta planta son comestibles y son uno de los ingredientes del preboggion, mezcla de hierbas típica de la cocina de Liguria.

## Taxonomía
Dendroseris berteroana fue descrita por Carlos Linneo y publicado en Species Plantarum 808. 1753.
Citología
Número de cromosomas de Hyoseris radiata (Fam. Compositae) y táxones infraespecíficos
 
2n=16.
Sinonimia
- Hyoseris baetica (Kunze) C.A.Sm.
- Thlipsocarpus baeticus Kunze (1846)
- Hyoseris blechnoides Pomel (1875)
- Hyoseris calyculata Poir. (1789)[7]
- Hyoseris knochei Sennen[8]

## Nombre común
- Castellano: estrella.[6]